# Улица Гагарина (Липецк)
Улица Гага́рина — крупная магистраль в Советском и Правобережном округах Липецка. Проходит от улицы Ленина до кольца Трубного завода. Одна из самых длинных в Липецке; её протяжённость — около 5 км. Прежнее название — улица Одноли́чка. Переименована 26 мая 1961 года решением липецкого горисполкома в честь Юрия Гагарина.

## История

### Советское время

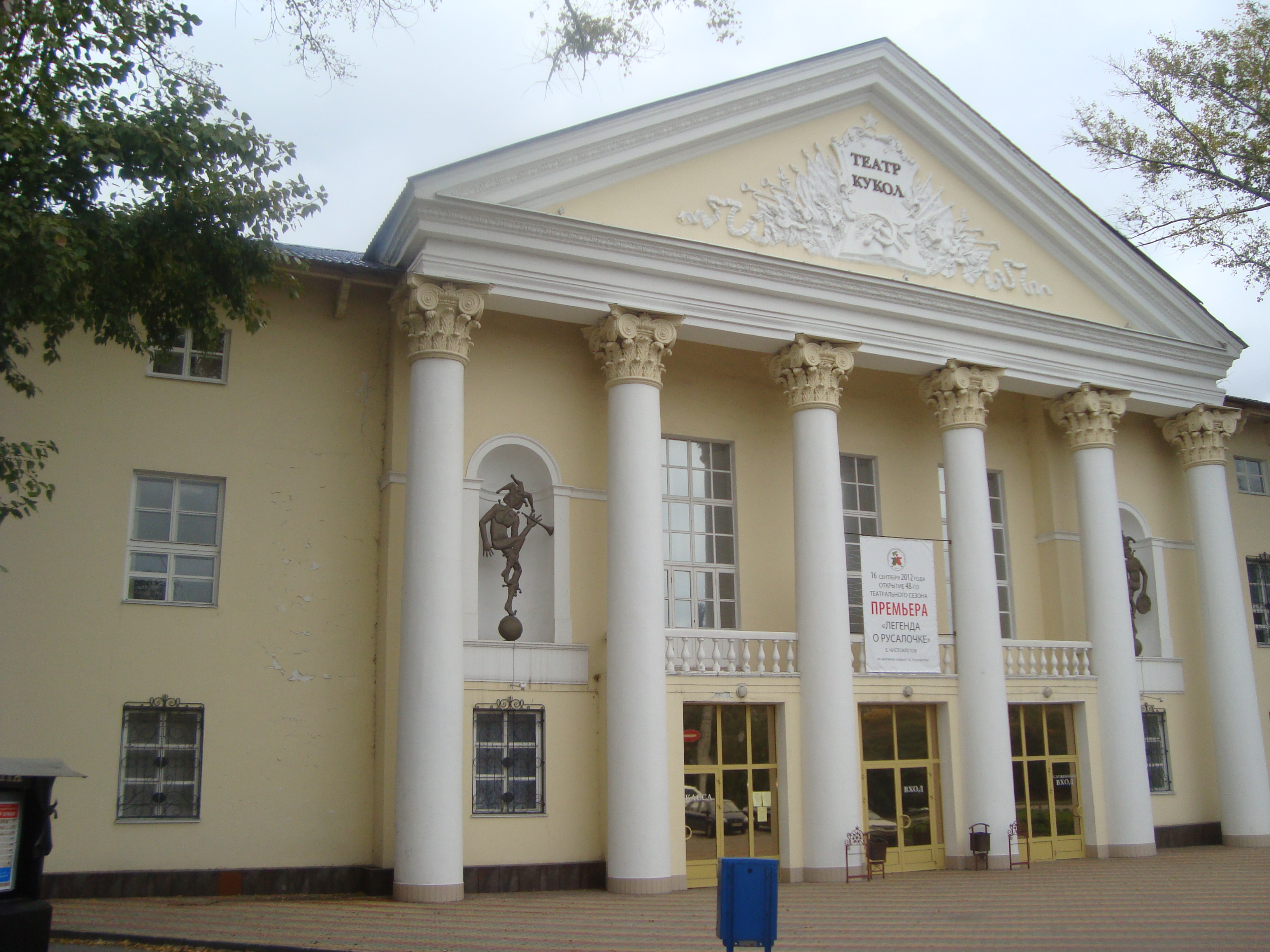
Театр кукол

До 1950-х годов застройка улицы была одноэтажной. Булыжная дорога проходила по метровой насыпи мимо нынешней площади Героев до здания старого, дореволюционного, вокзала. Там же, у вокзала, вдоль Однолички располагался военный аэродром. На доводы о том, что он не должен находиться в центре города и лучше это место застроить жильём, военное ведомство не реагировало. Однако позже вдоль улицы все же удалось выпросить 100 метров, которые военные разрешили застроить двухэтажными домами. Однако городские власти условия нарушили и возвели пятиэтажки. Тогда же — в 1962 году — участь аэродрома была решена: его полностью отдали под застройку, где 5-й и 6-й микрорайоны из семи отводились под военный городок.
Одна из первых капитальных построек на улице — Дворец культуры Трубного завода (дом № 74), построенный в 1950 году. Сегодня здесь размещается Липецкий государственный театр кукол. Имеет статус памятника архитектуры.
27 января 1968 года открывается дворец спорта «Спартак» (дом № 70а). Он включает в себя плавательный бассейн. В 1976 году здесь открылась теннисная детско-юношеская спортивная школа (ДЮСШ). С 1990-х годов корпус, который выходит фасадом в Быханов сад, является заброшенным — недостроенным; здесь планировалось разместить 50-метровый бассейн. В начале XXI века основная часть дворца (за исключением того самого недостроя) была реконструирована, а фасад у площади Героев украсил рельефный контур Липецкой области (доныне почему-то не сохранился). Сегодня в здешних ДЮСШ дети занимаются плаванием, дзюдо и самбо, а также баскетболом. Для пенсионеров и инвалидов — лечебная гимнастика и оздоровительное плавание.
30 апреля 1968 года на перекрёстке улиц Гагарина и Липовской сдаются первые в городе 9-этажные дома.

### Российское время

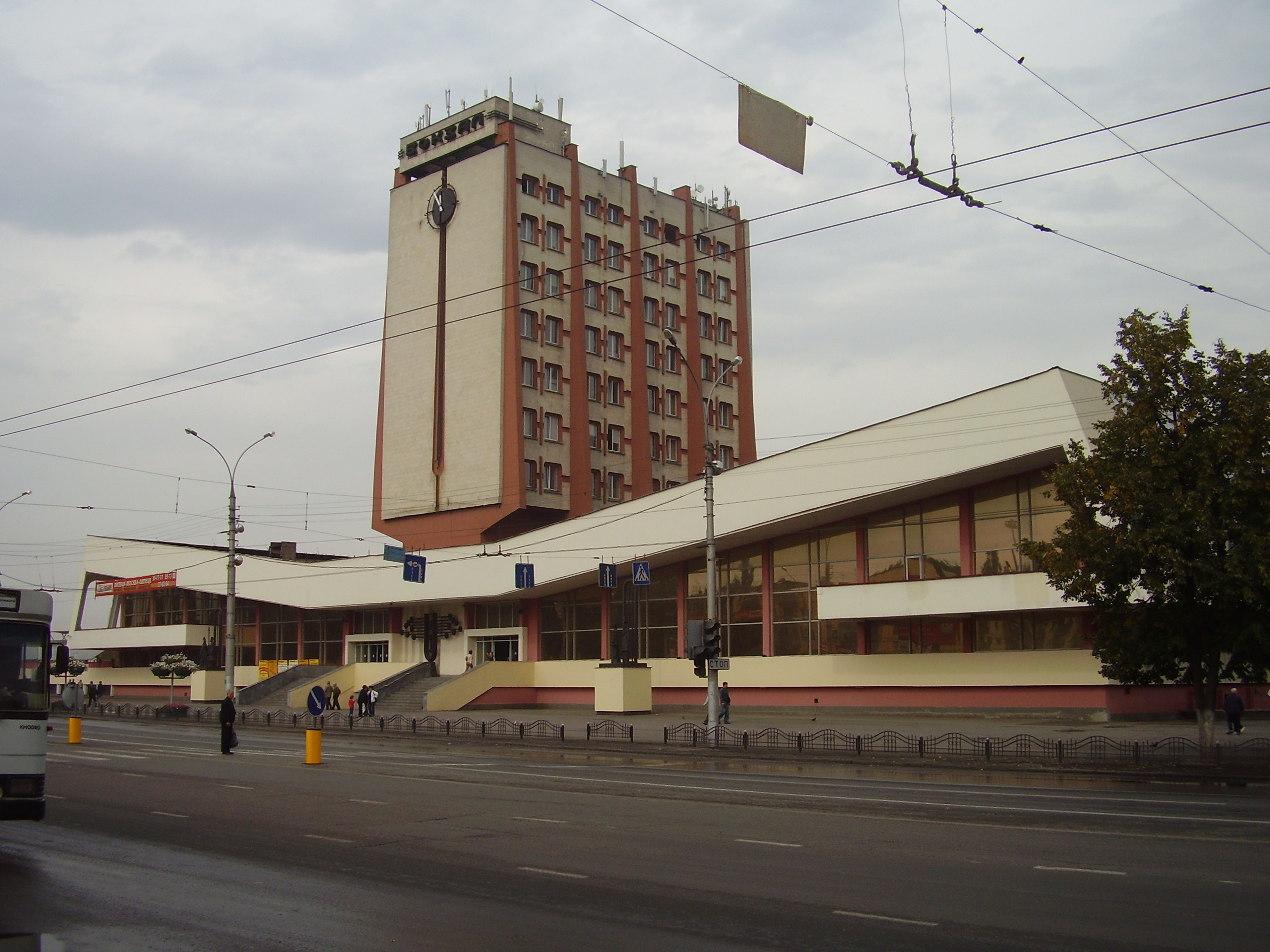
Вокзал станции Липецк, ул. Гагарина, 106

В 1990-х годах (?) слева от вокзала стали строить железнодорожный почтовый терминал. Однако были возведены лишь стены. В 2007 году недострой реконструировали под торговый центр «Гагаринский» (на первом этаже разместилось почтовое отделение).
В 1994 году на улице Гагарина, 106, открылся новый липецкий железнодорожный вокзал на 1000 мест.
В 2006 года на бывшей территории нефтебазы «ЮКОСа» открылся центр семейных покупок «Мы» (№ 100б), входивший в ЗАО «Корзинка». Его площадь — 9 тыс. м². На территории гипермаркета расположена пекарня и кафе. После открытия гипермаркет «Мы» был приобретён компанией X5 Retail Group N. V., которая 10 июня 2008 года провела его ребрендинг и переименовала в гипермаркет в «Меркадо суперцентр». В 2008 году торговый центр вновь сменил собственника и ныне называется «Карусель».

## Инфраструктура
Кроме объектов и учреждений, улица Гагарина насыщена различными предприятиями торговли, образования, здравоохранения, бытового обслуживания, связи, спортивными и развлекательными объектами. В значительной степени они расположены на нижних этажах жилых зданий.

Некоторые объекты
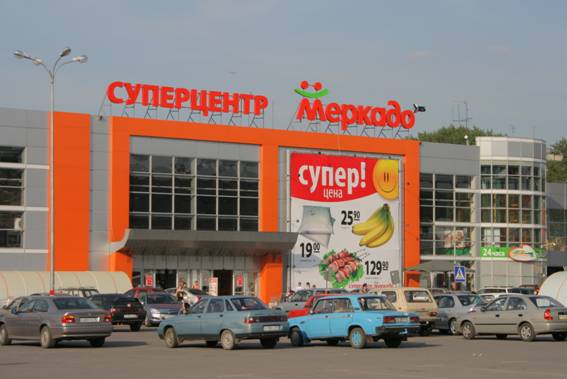
Торговый центр «Меркадо»
Здание школы № 24
Памятная доска на здании школы

## Транспорт
До 2005 года на всем протяжении улицы Гагарина проходила трамвайная линия. Она вела в район Сокола. Но городской администрацией было решено за счет ликвидации выделенной трамвайной полосы расширить проезжую часть, ибо здесь в будущем, по мнению чиновников, возможны заторы. Недалеко от остановки «Дом торговли» в советское время был создан трамвайно-железнодорожный гейт: пришедшие в Липецк по железной дороге трамваи здесь выгружались на рельсы и отправлялись в депо. В 1990-е годы съезд уже не действовал, а в 2005 году одновременно с демонтажом трамвайных рельсов его разобрали.
В качестве компенсации на участке от площади Авиаторов до улицы Терешковой вновь пустили троллейбусы, они ходили на участке от улицы Ленина до улицы Терешковой до полного закрытия троллейбусного движения в 2017 году.